# Casa de los Sindicatos (Moscú)

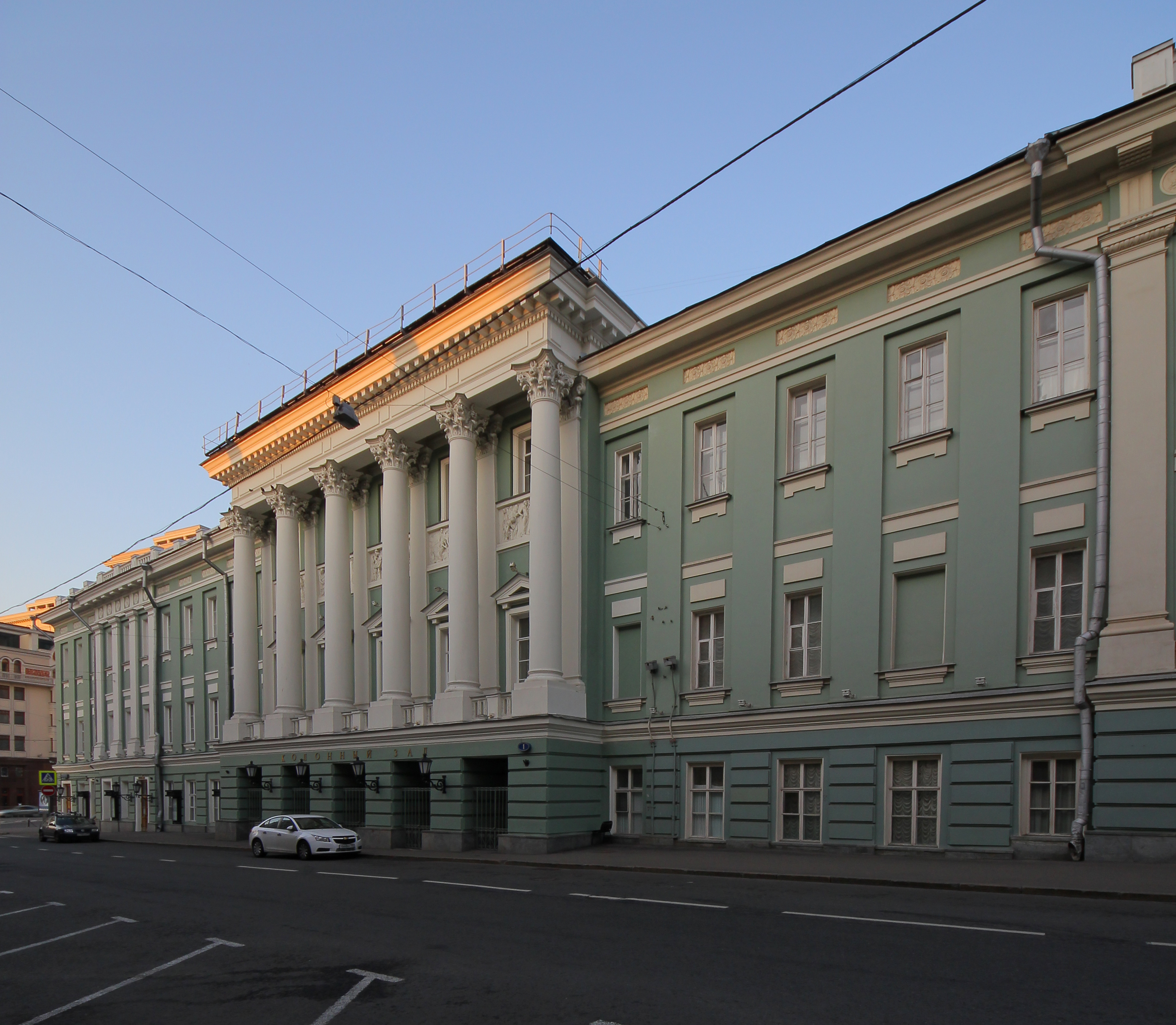
Casa de los Sindicatos

La Casa de los Sindicatos (en ruso: Дом Союзов, transliterado Dom Soiúzov) es un edificio histórico de Moscú situado en la intersección de las calles Bolshaya Dmitrovka y Ojotny Riad, en el distrito Tverskói de la capital rusa.

## Historia
El primer edificio que se construyó en este emplazamiento (a principios de la década de 1770) pertenecía al gobernador general de Moscú, Vasili Dolgorúkov-Krymski. Fue adquirido en 1784 por la Asamblea de la Nobleza (Благородное собрание) para celebrar en su interior bailes de salón para la nobleza rusa.

## Arquitectura

### Sala de las Columnas

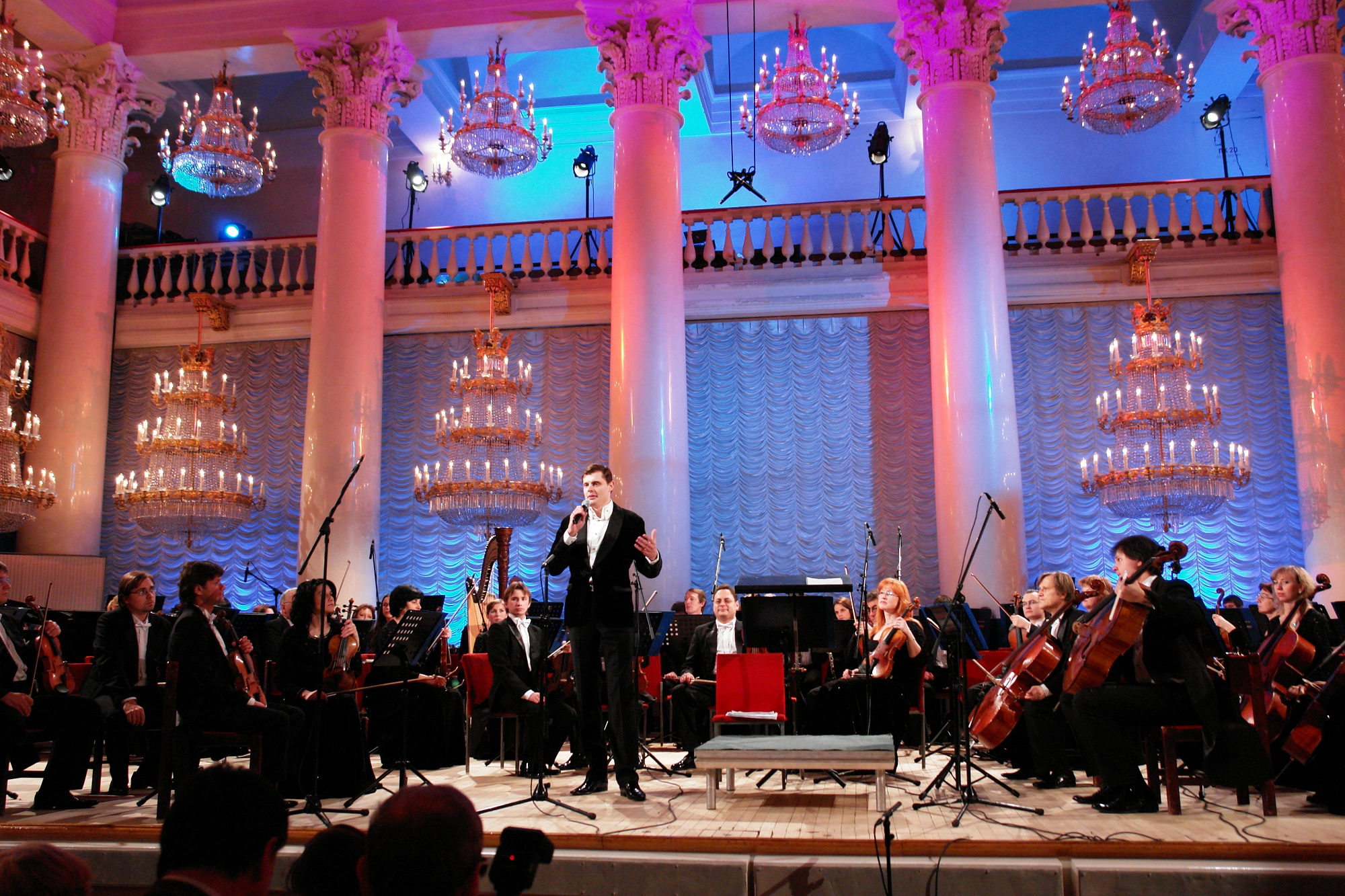
Concierto en la Sala de las Columnas de Kazakov

Entre 1784 y 1787, el edificio original fue rediseñado y reconstruido por el arquitecto ruso Matvéi Kazakov. En particular, Kazakov añadió la monumental Sala de las Columnas (Колонный зал) donde antes estaba el patio interior del edificio. La sala debe su nombre a sus veintiocho columnas corintias, todas de madera con acabado de imitación de mármol.  
En 1860 la Sociedad Musical Rusa adoptó la tradición de realizar conciertos sinfónicos en la Sala de las Columnas. Su organizador y director era Nikolái Rubinstein. 
En la actualidad, el edificio mantiene una apariencia muy similar a la original de Kazakov, a pesar de haberse realizado numerosas alteraciones en los exteriores (de las que la más reciente se hizo entre 1903 y 1908).

### Otras salas
Además de la Sala de las Columnas, el edificio alberga otras salas de gran tamaño, como la Sala de Octubre, la Sala N.º 1 (o Sala Redonda), la Sala N.º 2 (o Sala de Banquetes) y numerosos vestíbulos.

## Era soviética

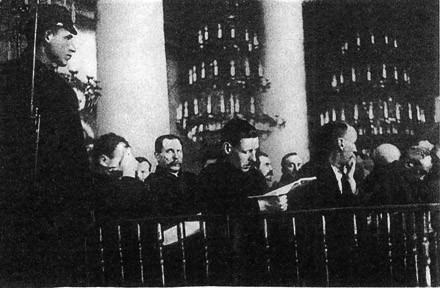
Un momento del Segundo Juicio de Moscú en enero de 1937 que tuvo lugar en la Casa de los Sindicatos de Moscú.

Después de la Revolución de Octubre, el edificio fue asignado al Consejo Central de Sindicatos de Moscú, del que deriva su nombre actual.
Durante la era soviética, se empleó generalmente para albergar eventos estatales importantes, como los congresos y conferencias del Partido Comunista y ceremonias de entregas de premios estatales, así como conciertos de música clásica y popular con músicos y directores tales como Emil Guilels, Guennadi Rozhdéstvenski, Klavdia Shulzhenko y Lev Léshchenko.
Su significación política se extendió a los funerales de estado para altos funcionarios y líderes soviéticos. En la Sala de las Columnas tuvo lugar el velatorio de Vladímir Lenin, José Stalin, Leónidas Brezhnev, Konstantín Chernenko, Yuri Andrópov y Mijaíl Súslov antes de su entierro en la Necrópolis de la Muralla del Kremlin, en la Plaza Roja. y de Mijail Gorbachov en 2022.
La Casa de los Sindicatos también fue escenario de los famosos Juicios de Moscú de 1931, 1936, 1937 y 1938.